# Windhoek-Havana

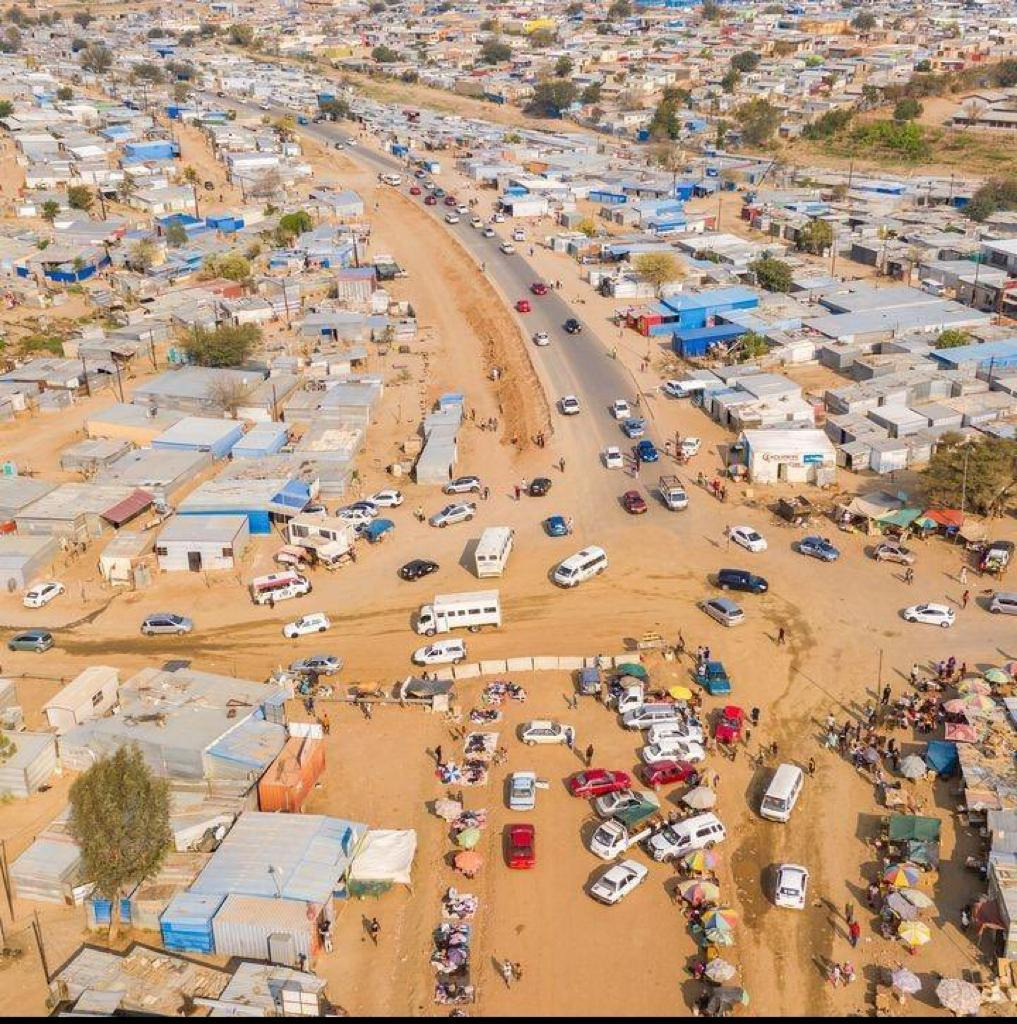
Kreuzung in Havana

Havana ist eine Vorstadt bzw. Stadtteil der namibischen Landeshauptstadt Windhoek, in der Region Khomas im Wahlkreis Moses ǁGaroëbKlicklaut.
Der Stadtteil Windhoek-Havana befindet sich im äußersten Nordwesten der Stadt, nördlich von Windhoek-Goreangab, westlich von Windhoek-Hakahana sowie nordwestlich von Windhoek-Wanaheda.

## Infrastruktur
Die wichtigste Straße und Hauptverbindung der Vorstadt ist die Eneas Peter Nanyemba Road. In Windhoek-Havana befindet sich u. a. die Kirche Hope Center YMC. Weiters befinden sich in diesem Stadtteil zwei Primary Schools, die Havana Primary School sowie die Dr. Abraham Iyambo Primary School. Im äußersten Norden befindet sich die Havana Project Secondary School.
Im Zuge eines 2017 beschlossenen Fünfjahres-Elektrifizierungsplans für Stromnetzanschlüsse informeller Stadtteile von Windhoek wurden im Jahre 2023 mehr als 3500 Haushalte an das Stromnetz angeschlossen.